# Surinaamse parlementsverkiezingen 2025
De Surinaamse parlementsverkiezingen van 2025 vonden plaats op 25 mei 2025. President Chan Santokhi maakte deze datum formeel bekend tijdens zijn jaarrede op 1 oktober 2024 in De Nationale Assemblée (DNA). Na de verkiezingen trad Jennifer Geerlings-Simons (NDP) aan als president van het nieuw gevormde kabinet-Simons; Gregory Rusland (NPS) werd vicepresident. In DNA werd Ashwin Adhin (NDP) gekozen tot voorzitter en Ronnie Brunswijk (ABOP) tot vicevoorzitter.

## Geschiedenis
De 51 zetels in De Nationale Assemblée zijn in 2025 voor het eerst gekozen door middel van een nationaal kiesdistrict via een evenredig partijlijstenstelsel per politieke partij in Suriname. Het kiesrecht in Suriname werd aangepast na een vonnis van 5 augustus 2022 van het Constitutioneel Hof, omdat het eerder gehanteerde districtenstelsel niet conform de Grondwet van Suriname was. Deze zaak was aangespannen door Serena Essed. Naar aanleiding hiervan stemde DNA op 13 oktober 2023 voor het nieuwe kiesstelsel. Door de aanpassing komt het zwaartepunt op stemmers uit Paramaribo en Wanica te liggen, met respectievelijk 20 en 12 te verdelen zetels.
Nadat minister Bronto Somohardjo medio oktober ontslag nam als minister van Binnenlandse Zaken, werd hij anderhalve maand later opgevolgd door Delano Landvreugd als minister en Maurits Hassankhan als onderminister, met voor Hassankhan de verantwoordelijkheid over de organisatie van de verkiezingen.

## Chaos bij indienen kandidatenlijsten
Eind maart, een kleine week na de sluitingsdatum om de kandidatenlijsten in te leveren, sprak de voorzitter van het Onafhankelijk Kiesbureau, Samseerali Sheikh-Alibaks, over een complete chaos. "Het is nog nooit zo erg geweest ... Kandidaten komen dubbel voor, gegevens kloppen niet, mensen hebben niet bewilligd en één persoon heeft voor bijna alle kandidaten getekend." De chaos bevond zich vooral op regionaal niveau, waar 58 kandidaten voor de districts- en ressortraden werden geschrapt. Niet alle door het Centraal Hoofdstembureau (CHS) afgevaardigde liaison officers zouden goed op de hoogte zijn geweest van de regels en zich als "heer en meester" hebben gedragen op de hoofdstembureaus. Het zou niet altijd zijn gegaan om leden van het CHS: "Het zijn buitenstaanders die het CHS heeft ingehuurd, kennelijk gecontracteerd om als liaison op te treden. Het is niet duidelijk wat ze doen bij de hoofdstembureaus," zo Sheikh-Alibaks. Hoofdstembureaus zouden buitenspel zijn gezet.
Het CHS  schrapte daarnaast 14 kandidaten op de kandidatenlijsten voor De Nationale Assemblée van de partijen A20, APP, DA'91, PVC en VLS. Partijen die hun kandidatenlijsten wel op orde hadden waren ABOP, BEP, DNL, DUS, NDP, NPS, OPTSU, PL en VHP.

## Buitenlandse waarnemers
De Organisatie van Amerikaanse Staten (OAS), Europese Unie en de Caricom vaardigden deskundigen en waarnemers af naar de Surinaamse verkiezingen, afkomstig uit diverse landen wereldwijd. De OAS richtte zich op de organisatie, technologie, financiering en de deelname van specifiek vrouwen en inheemsen. Op de verkiezingsdag zelf bezocht ze stembureaus en nadien presenteerde ze de observaties in een rapport. Missiechef Dora James van de Caricom reageerde dat er niet gereageerd wordt op vermoedens en ongegronde beschuldigingen maar alleen op feiten en hard bewijsmateriaal. Enkele dagen voor de verkiezingen noemde ze dat de missie geen signalen over fraude was tegengekomen.

## Peilingen
Voorafgaand aan de verkiezingen kwamen opiniepeilingen negatief in het nieuws omdat de voorspellingen niet werden geloofd. Een peiling uit 2023 van Carlos Durham (LC Media) en de Nederlandse peiler Maurice de Hond werd in de maanden voor de verkiezingen niet herhaald, omdat er volgens de peilers te hevige kritiek was. De Hond was in Nederland een vooraanstaand opiniepeiler, maar niet onomstreden. Tijdens de Nederlandse verkiezingen van 2010 en 2012 zat hij er telkens vijf à zes zetels naast. Nederlandse opiniepeilers doen kritiek op afwijkende verkiezingsresultaten af met dat verschillen te verklaren zijn.
In de week voor de verkiezingen publiceerde de Times of Suriname een peiling die door de journalisten Ivan Cairo, Nita Ramcharan en Wilfred Leeuwin in De Ware Tijd en Starnieuws als vals werd aangemerkt: "De publicatie van de zogenoemde Bluedot-peiling in het ochtendblad Times of Suriname is ernstig misleidend en ondermijnt een van de fundamenten van verantwoorde journalistiek: het dienen van de waarheid." De uitslag was opgesteld door het Jamaicaanse Bluedot, niet te verwarren met het Amerikaanse Bludot, Canadese BlueDot en Nederlandse Blue Dot. Het Jamaicaanse Bluedot bood de peiling aanvankelijk aan aan beide genoemde media. Toen zij de publicatie vanwege de onbetrouwbaarheid weigerden, publiceerde de Times de peiling alsof de krant daar zelf de opdracht voor zou hebben gegeven. Aldus Caïro, Ramcharan en Leeuwin was deze bewering aantoonbaar onjuist. Volgens Moesje, een organisatie die voor de verkiezingen van 2025 kritisch-humoristische boodschappen op billboards plaatste, vergelijkbaar met het Nederlandse Loesje, zou Bluedot in Jamaica en Trinidad en Tobago onder vuur liggen omdat hun peilingen onjuist waren. Bovendien waren hun publicaties geen voorspellingen van de uitslag maar bedoeld om kiezers naar een politieke richting te sturen. Experts daar zouden vanwege de neppeilingen al jaren waarschuwen voor de rol van Bluedot in de regio. "Nu lijkt Bluedot ook actief te zijn in Suriname," aldus Moesje.

## Verkiezingsthema's
De belangrijkste verkiezingsthema's waren enerzijds de gevolgen van het praktisch faillissement van het land in 2020, vooral de grote armoede en problemen in de gezondheidszorg. Anderzijds speelde de hoop op de olie-inkomsten vanaf 2028, met als belangrijkste vraag bij welke politieke partij de inkomsten veilig zouden zijn.

## Partijen en kandidaten
De waarborgsom om als politieke partij mee te kunnen doen bedroeg 520.142 SRD (circa 13.000 euro). Het Nationale Ontwikkelings Platform (NOP) en de Progressief-Verheffende Partij (PVP) werden beide na hoger beroep uitgesloten van de verkiezingen.

### Deelnemende partijen
De volgorde van de partijen werd door een loting vastgesteld. Aan de verkiezingen van 2025 namen de volgende partijen als volgt deel:
| Vlg. | Partij | afkorting | lijsttrekker              | lijst      |
| ---- | --- | --------- | ------------------------- | ---------- |
| 1.   | Broederschap en Eenheid in de Politiek | BEP       | Ronny Asabina             | kandidaten |
| 2.   | Alternatief 2020 - Democratie en Ontwikkeling in Eenheid (DOE) - Partij voor Recht en Ontwikkeling (PRO) | A20       | Andrew Baasaron           | kandidaten |
| 3.   | Nationale Partij Suriname - Surinaamse Partij van de Arbeid (SPA) | NPS       | Gregory Rusland           | kandidaten |
| 4.   | Algemene Bevrijdings- en Ontwikkelingspartij - Amazone Partij Suriname (APS) - Volkspartij voor Vernieuwing en Democratie (VVD) - Nieuwe Stijl KTPI (NSK) - Groep Djojo (GD) - Partij voor Democratie en Ontwikkeling (PDO) - Nieuw Suriname (NS) | ABOP      | Ronny Brunswijk           | kandidaten |
| 5.   | De Nieuwe Leeuw - KTPI | DNL       | Dharm Mungra              | kandidaten |
| 6.   | Partij Van Communicatie | PVC       | Elta Misiedjan            | kandidaten |
| 7.   | Optie voor Suriname - Permanente Voorspoed Republiek Suriname (PVRS) - Sociaal Democratische Unie (SDU) - De Nieuwe Wind (DNW) - Progressieve Arbeiders en Landbouwers Unie (PALU) - Wi Sranan                                                    | OPTSU     | Imran Taus                | kandidaten |
| 8.   | Vooruitstrevende Hervormings Partij | VHP       | Chan Santokhi             | kandidaten |
| 9.   | Nationale Democratische Partij - Hervormings- en Vernieuwingsbeweging (HVB) - Platform Progressief Alternatief Plus (PA+) | NDP       | Jennifer Geerlings-Simons | kandidaten |
| 10.  | Democratisch Alternatief '91 | DA'91     | Angelic del Castilho      | kandidaten |
| 11.  | Arena Politieke Partij | APP       | Firosh Abdoelaziz         | kandidaten |
| 12.  | Volkspartij Leefbaar Suriname | VLS       | Robert Vishnudatt         | kandidaten |
| 13.  | Democratische Unie Suriname | DUS       | Hugo Lienga               | kandidaten |
| 14.  | Pertjajah Luhur | PL        | Bronto Somohardjo         | kandidaten |

## Uitslag

### Stemmen en zetels per partij
Dit is de uitslag gepresenteerd door het Centraal Hoofd Stembureau op 10 juni 2025.

| Naam                                         | afkorting | stemmen | %     | Zetels |
| -------------------------------------------- | --------- | ------- | ----- | ------ |
| Nationale Democratische Partij               | NDP       | 93.545  | 34,17 | 18     |
| Vooruitstrevende Hervormings Partij          | VHP       | 87.032  | 31,79 | 17     |
| Algemene Bevrijdings- en Ontwikkelingspartij | ABOP      | 31.804  | 11,73 | 6      |
| Nationale Partij Suriname                    | NPS       | 31.285  | 11,43 | 6      |
| Pertjajah Luhur                              | PL        | 10.317  | 3,77  | 2      |
| Alternatief 2020                             | A20       | 7.473   | 2,73  | 1      |
| Broederschap en Eenheid in de Politiek       | BEP       | 7.128   | 2,60  | 1      |
| Optie voor Suriname                          | OPTSU     | 1.636   | 0,60  | -      |
| Democratisch Alternatief '91                 | DA'91     | 1.542   | 0,56  | -      |
| De Nieuwe Leeuw                              | D.N.L.    | 650     | 0,24  | -      |
| Arena Politieke Partij                       | APP       | 523     | 0,19  | -      |
| Democratische Unie Suriname                  | D.U.S.    | 344     | 0,13  | -      |
| Volkspartij Leefbaar Suriname                | VLS 2023  | 337     | 0,12  | -      |
| Partij Van Communicatie                      | PVC       | 160     | 0,06  | -      |
| Totaal                                       |           | 273.776 | 100   | 51     |
| Ongeldig                                     |           | 3502    |       |        |
| Totaal uitgebracht                           |           | 276.507 |       |        |

### Zetelvergelijking 2020 (herberekend) en 2025
Tussen 2020 en 2025 wijzigde het kiesrecht in Suriname, waardoor de verkiezingsuitslagen niet een op een te vergelijken zijn. Om die vergelijking toch te kunnen maken, geeft de volgende tabel een fictieve, herberekende uitslag van 2020 weer, alsof er toen al sprake zou zijn geweest van het evenredige kiesstelsel zoals dat per 2025 geldt. Hieruit blijkt dat er tussen beide verkiezingen weinig verschuivingen zijn geweest, op vijf verloren zetels van de VHP na, waarvan er vier bij de NDP terechtkwamen en een bij A20, dat zijn entree in DNA maakte.
| Partij | 2020 (reëel) | 2020 (herberkend) | 2025 |
| ------ | ------------ | ----------------- | ---- |
| NDP    | 16           | 14                | 18   |
| VHP    | 20           | 22                | 17   |
| ABOP   | 9            | 6                 | 6    |
| NPS    | 3            | 6                 | 6    |
| PL     | 1            | 2                 | 2    |
| A20    | 0            | 0                 | 1    |
| BEP    | 2            | 1                 | 1    |
| Totaal | 51           | 51                | 51   |

De zetels van 2020 zijn herberekend door Hans Moison, oud-DSB-directielid (2016-2017), die hieruit de volgende conclusie trekt: "Deze [twee] hebben bij de laatste verkiezingen stuivertje gewisseld, door het welhaast onvermijdelijke verlies van stemmen voor de VHP nadat deze de afgelopen jaren de regering heeft geleid. De VHP kon het ook moeilijk goed doen met de bestuurlijke en financiële chaos die de NDP in 2020 achterliet. De overheidsfinanciën zijn nu weer een beetje op orde, waarbij aflossingen van staatsschulden veelal zijn uitgesteld, onder meer in afwachting van de opbrengsten uit de offshore oliewinning. De regering onder leiding van Santokhi heeft ook herhaaldelijk geblunderd, vanaf de benoeming van zijn vrouw in allerlei functies kort na de in 2020 gewonnen verkiezingen. Een aantal grote problemen is niet aangepakt, ondanks een ontelbaar aantal commissies dat Santokhi hiervoor binnen zijn schaduwregering in het leven heeft geroepen. Het verstandshuwelijk met de vicepresident [Brunswijk] met grote belangen in de goudsector heeft hierbij niet geholpen."

## Leden van De Nationale Assemblée
De nieuwe leden werden op 29 juni 2025 toegelaten tot De Nationale Assemblée. Hierbij diende Rabin Parmessar als oudste parlementariër de traditionele tussentijdse DNA-voorzitter. De samenstelling van DNA is in de periode van 2025 tot 2030 als volgt. Van elke partij wordt eerst degene met de meeste stemmen getoond; de overige leden staan vervolgens in alfabetische volgorde op achternaam.

### Nationale Democratische Partij
| Lid                       | Opmerking                                            | Mutatie                           |
| ------------------------- | ---------------------------------------------------- | --------------------------------- |
| Jennifer Geerlings-Simons | 6 juli 2025: President-elect 16 juli 2025: President | 28 juni 2025: Claudie Sabajo      |
| Ashwin Adhin              | 29 juni 2025: Voorzitter                             |                                   |
| Silvana Afonsoewa         |                                                      |                                   |
| Sergio Akiemboto          | 1 augustus 2025: Chefstaf Kabinet van de President   | vacant                            |
| Melvin Bouva              | 16 juli 2025: Minister                               | 28 juni 2025: Ingrid Bink         |
| Rossellie Cotino          |                                                      |                                   |
| Iona Edwards              |                                                      |                                   |
| Wedprekash Joeloemsingh   |                                                      |                                   |
| Ebu Jones                 |                                                      |                                   |
| Jayant Lalbiharie         |                                                      |                                   |
| Tashana Lösche            |                                                      |                                   |
| Andre Misiekaba           | 16 juli 2025: Minister                               | 28 juni 2025: Aziez Salarbaks     |
| Rabindre Parmessar        |                                                      |                                   |
| Annie Sadi                |                                                      |                                   |
| Raymond Sapoen            |                                                      |                                   |
| Stephen Tsang             | 28 juli 2025: Minister                               | 11 augustus 2025: Michael Marengo |
| Jennifer Vreedzaam        |                                                      |                                   |
| Ingrid Bouterse-Waldring  |                                                      |                                   |

### Vooruitstrevende Hervormingspartij
| Lid                       | Opmerking                               | Mutatie |
| ------------------------- | --------------------------------------- | ------- |
| Chan Santokhi             | Treedt toe na overdracht presidentschap |         |
| Nathalie Amatmohamed      |                                         |         |
| Marciano Dasai            |                                         |         |
| Cheryl Dijksteel          |                                         |         |
| Asiskumar Gajadien        |                                         |         |
| Ameerani Jarbandhan       |                                         |         |
| Mahinderkoemar Jogi       |                                         |         |
| Hakiem Lalmahomed         |                                         |         |
| Krishnakoemari Mathoera   |                                         |         |
| Roy Mohan                 |                                         |         |
| Rawien Raghoenandan       |                                         |         |
| Harriët Ramdien           |                                         |         |
| Kishan Ramsukul           |                                         |         |
| Dewanchandrebhose Sharman |                                         |         |
| Krishan Thakoer           |                                         |         |
| Cedric van Samson         |                                         |         |
| Chuanrui Wang             |                                         |         |

### Algemene Bevrijdings- en Ontwikkelingspartij
| Lid              | Opmerking                    | Mutatie                         |
| ---------------- | ---------------------------- | ------------------------------- |
| Ronnie Brunswijk | 29 juni 2025: Vicevoorzitter |                                 |
| David Abiamofo   | 16 juli 2025: Minister       | 28 juni 2025: Stanley Betterson |
| Marinus Bee      | 16 juli 2025: Minister       | 28 juni 2025: Geneviévre Jordan |
| Ines Pané        |                              |                                 |
| Edgar Sampie     |                              |                                 |
| Dinotha Vorswijk |                              |                                 |

### Nationale Partij Suriname
| Lid                  | Opmerking                                                    | Mutatie                      |
| -------------------- | ------------------------------------------------------------ | ---------------------------- |
| Gregory Rusland      | 6 juli 2025: Vicepresident-elect 16 juli 2025: Vicepresident | 28 juni 2025: Jeffrey Lau    |
| Poetini Atompai      |                                                              |                              |
| Irshaad Fatehmahomed |                                                              |                              |
| Jerrel Pawiroredjo   |                                                              |                              |
| Ivanildo Plein       |                                                              |                              |
| Diana Pokie          | 16 juli 2025: Minister                                       | 28 juni 2025: Dorothy Hoever |

### Pertjajah Luhur
| Lid               | Opmerking              | Mutatie                     |
| ----------------- | ---------------------- | --------------------------- |
| Bronto Somohardjo |                        |                             |
| Uraiqit Ramsaran  | 16 juli 2025: Minister | 28 juni 2025: Xiaobao Zheng |

### Alternatief 2020
| Lid          | Opmerking | Mutatie |
| ------------ | --------- | ------- |
| Steven Reyme |           |         |

### Broederschap en Eenheid in de Politiek
| Lid           | Opmerking | Mutatie |
| ------------- | --------- | ------- |
| Ronny Asabina |           |         |